# Arleen Whelan
Arleen Whelan (Salt Lake City, 1º settembre 1916 – Contea di Orange, 7 aprile 1993) è stata un'attrice statunitense.

## Biografia
Nata a Salt Lake City, passò l'infanzia a Pueblo, in Colorado, e poi la sua famiglia si trasferì a Los Angeles, dove il padre elettricista aprì un negozio. Arleen Whelan studiò in un istituto professionale e s'impiegò come parrucchiera e manicure in un salone di bellezza di Hollywood Boulevard, dove nel 1937 fu notata dal regista H. Bruce Humberstone, che le procurò un contratto per la 20th Century Fox.
Fu protagonista ne Il vascello maledetto (1938) e in Alba di gloria (1939). Nel 1942 lavorò a Broadway. Finito il contratto con la Century Fox, apparve in pochi altri film, tra i quali Il sole splende alto (1953) di John Ford, lasciando il cinema nel 1957. Morì nel 1993 e fu sepolta nell'Holy Cross Cemetery di Culver City, in California.

## Filmografia parziale

### Cinema
- Il vascello maledetto (Kidnapped), regia di Alfred L. Werker (1938)
- Gateway, regia di Alfred L. Werker (1938)
- Alba di gloria (Young Mr. Lincoln), regia di John Ford (1939)
- Sabotage, regia di Harold Young (1939)
- Non siamo più bambini (Young People), regia di Allan Dwan (1940)
- La zia di Carlo (Charley's Aunt), regia di Archie Mayo (1941)
- La taverna delle stelle (Stage Door Canteen), regia di Frank Borzage (1943)
- Mia moglie capitano (Suddenly It's Spring), regia di Mitchell Leisen (1947)
- La donna di fuoco (Ramrod), regia di André De Toth (1947)
- Quel meraviglioso desiderio (That Wonderful Urge), regia di Robert B. Sinclair (1948)
- Abbasso mio marito (Dear Wife), regia di Richard Haydn (1949)
- El gringo (Passage West), regia di Lewis R. Foster (1951)
- La cavalcata dei diavoli rossi (Flaming Feather), regia di Ray Enright (1952)
- La divisa piace alle signore (Never Wave at a WAC), regia di Norman Z. McLeod (1953)
- I pascoli d'oro (San Antone), regia di Joseph Kane (1953)
- Il sole splende alto (The Sun Shines Bright), regia di John Ford (1953)
- Le donne degli ammutinati del Bounty (The Women of Pitcairn Island), regia di Jean Yarbrough (1956)
- Sceriffo federale (The Badge of Marshal Brennan), regia di Albert C. Gannaway (1957)
- Lungo il fiume rosso (Raiders of Old California), regia di Albert C. Gannaway (1957)

### Televisione
- Scienza e fantasia (Science Fiction Theatre) – serie TV, episodio 1x21 (1955)
- General Electric Theater – serie TV, episodio 10x19 (1962)

## Doppiatrici italiane
- Rosetta Calavetta in Quel meraviglioso desiderio, El Gringo, I pascoli d'oro
- Renata Marini in La donna di fuoco
- Lia Orlandini in Alba di gloria
- Andreina Pagnani in Il sole splende alto
- Flaminia Jandolo in Lungo il fiume rosso